# Först & sist
Först & sist (norska: Først & sist, också känt som Først & sist med Fredrik Skavlan) var ett norskt talkshowprogram (Nordens största) som leddes av Fredrik Skavlan. Programmet sändes på NRK och hade premiär den 11 september 1998 (med Jens Stoltenberg som första gäst). I Norge gick programmet på fredagkvällar varje vecka i stort sett året runt. Det var ett av NRK:s mest framgångsrika program med runt en miljon tittare per avsnitt. Sedan den 27 september 2005 har det också visats på SVT.
Marit Åslein var reporter för programmet från hösten 1999 till sommaren 2003, och återigen från hösten 2004.

## Gäster
Sedan starten har många internationellt kända personer gästat programmet, bland andra Hans Blix, Pelé, Paulo Coelho, Liv Ullmann, Ronan Keating, Donald Trump, Göran Persson, Robbie Williams, Meat Loaf, Joe Cocker, Nicole Kidman, Kent, Desmond Tutu, Juliette Lewis, Julio Iglesias, Wyclef Jean, Johnny Knoxville, Peter Stormare, Carl Bildt, Mark Knopfler, Justin Hawkins, Pet Shop Boys, Bob Geldof, Jan Guillou, Elvis Costello, Katie Melua, David Suchet, Ken Follett, Gro Harlem Brundtland, Leonard Cohen, Al Gore och Kofi Annan.

## Kuriosa
- Från starten fram till sista avsnittet 27 april 2007 gjordes 227 program.
- 115 av programmen har (i Norge) haft över en miljon tittare.
- Över 1000 gäster har deltagit.
- Tittarrekordet är från 14 november 2003 och ligger på 1,4 miljoner.
- Året med högsta genomsnittligt antal tittare var 2005 med 1,1 miljoner tittare.

(Källa: Verdens Gang, 28 mars 2007)